# Hagen (havezate)

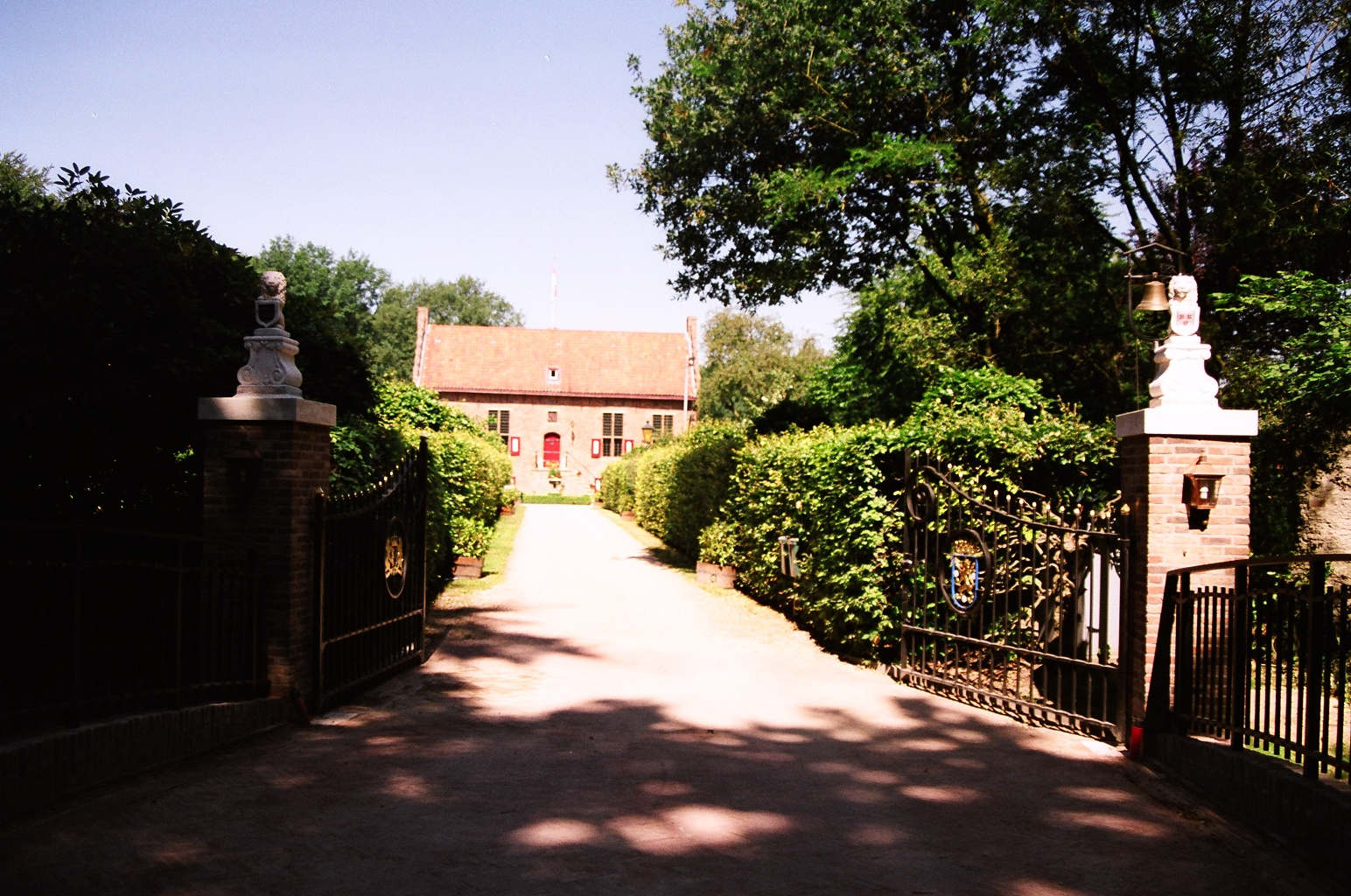
Oprijlaan Hagen

Hagen, beter bekend als Kasteel De Kelder, is een voormalige havezate met landgoed in de gemeente Doetinchem, in  de Nederlandse provincie Gelderland. Het landgoed is gelegen op rivierduinen ten noorden van de Oude IJssel, tussen de stad Doetinchem en de Kruisbergse bossen. Het was in de achttiende eeuw een van de 36 erkende havezaten van het voormalige Kwartier van Zutphen. Het grootste gedeelte van het landgoed, ruim 125 ha, werd in 1973 verkocht aan Geldersch Landschap & Kasteelen.
Van het huidige landgoed 'Kasteel de Kelder Hagen' zijn kasteel De Kelder, met de orangerie, en 't Pallandtje rijksmonument. Het voormalige koetshuis is een gemeentemonument. Kasteel De Kelder met het omliggende onroerend goed zijn gerangschikt onder de Natuurschoonwet 1928.

## Geschiedenis
De havezate Hagen is als versterkte boerderij gesticht in de middeleeuwen. Ze was bezit van een familie uit de zogeheten landadel. Tot in de Tachtigjarige Oorlog lag in de omgeving ook het klooster Sion dat gedurende deze oorlog werd gesloopt. Na een brand in 1656 is het huis in de huidige vorm herbouwd. Rond 1900 was De Kelder in gebruik als jachthuis en vervolgens als padvindersclubhuis. In 1934 werd het na een tweede grote brand geheel gerestaureerd en in gebruik genomen als streekmuseum.

### Eigendom
In de eerste helft van de negentiende eeuw kwam kasteel De Kelder met landgoed in het bezit van het geslacht Van Pallandt, in welk geslacht het drie generaties zou blijven. Eigenaar was toen mr. Frederik Willem Floris Theodorus baron van Pallandt, heer van Keppel, Voorst, Barlham en Hagen (1772–1853). Na zijn dood erfde zijn zoon Adolf Werner Carel Willem baron van Pallandt (1802–1874) gehuwd met Henriette Jeanne Adelaïde barones Torck (1802–1877). Hun zoon Floris baron van Pallandt werd in 1874 eigenaar. Na zijn dood in 1902 erfde zijn dochter Henriëtte Jeanne Adelaïde barones van Pallandt (1864–1953), die in 1884 huwde met jonkheer Vincent Johan Gerard Beelaerts van Blokland.
Na haar overlijden in 1953 kwamen landgoed en Kasteel De Kelder in bezit van haar zoon jonkheer Vincent Pieter Adriaan Beelaerts van Blokland (1889–1970), burgemeester van Barendrecht, gehuwd met jonkvrouwe Françoise Anna Maria Beelaerts van Blokland (1901–1985). Na zijn overlijden in 1970 werd zijn jongste zoon jonkheer F.F.A. (Floris) Beelaerts van Blokland (1939–2019) eigenaar en beheerder van het huidige landgoed 'Kasteel de Kelder Hagen' met de boerderij 'Klein Hagen'. In 1973 werd ruim 125 hectare verkocht aan Geldersch Landschap & Kasteelen.
In 2007 heeft jonkheer Floris Beelaerts de Stichting Beelaerts van Blokland Hagen opgericht. In 2014 heeft hij het voorzitterschap en het beheer overgedragen aan zijn oudere broer jonkheer Pieter Beelaerts van Blokland. Vanaf 2015 zal een deel van zijn eigendommen bij schenking overgaan aan deze stichting. Doel van de stichting is duurzaam behoud van het landgoed en directe omgeving, van de inventaris en de archieven, en van de Van Pallandt-portretten.

## Architectuur
Hagen heeft een rechthoekige vorm en is ongeveer 17 bij 6 m groot. Het bestaat uit drie verdiepingen: een kelder, eigenlijk een souterrain, met een gewelfd plafond en daarboven de hoofdverdieping en ten slotte een zolderverdieping. De twee zijgevels zijn zogenaamde trapgevels. Dat Hagen ook wel De Kelder wordt genoemd heeft te maken met het riante souterrain van het gebouw.

## Natuurgebied

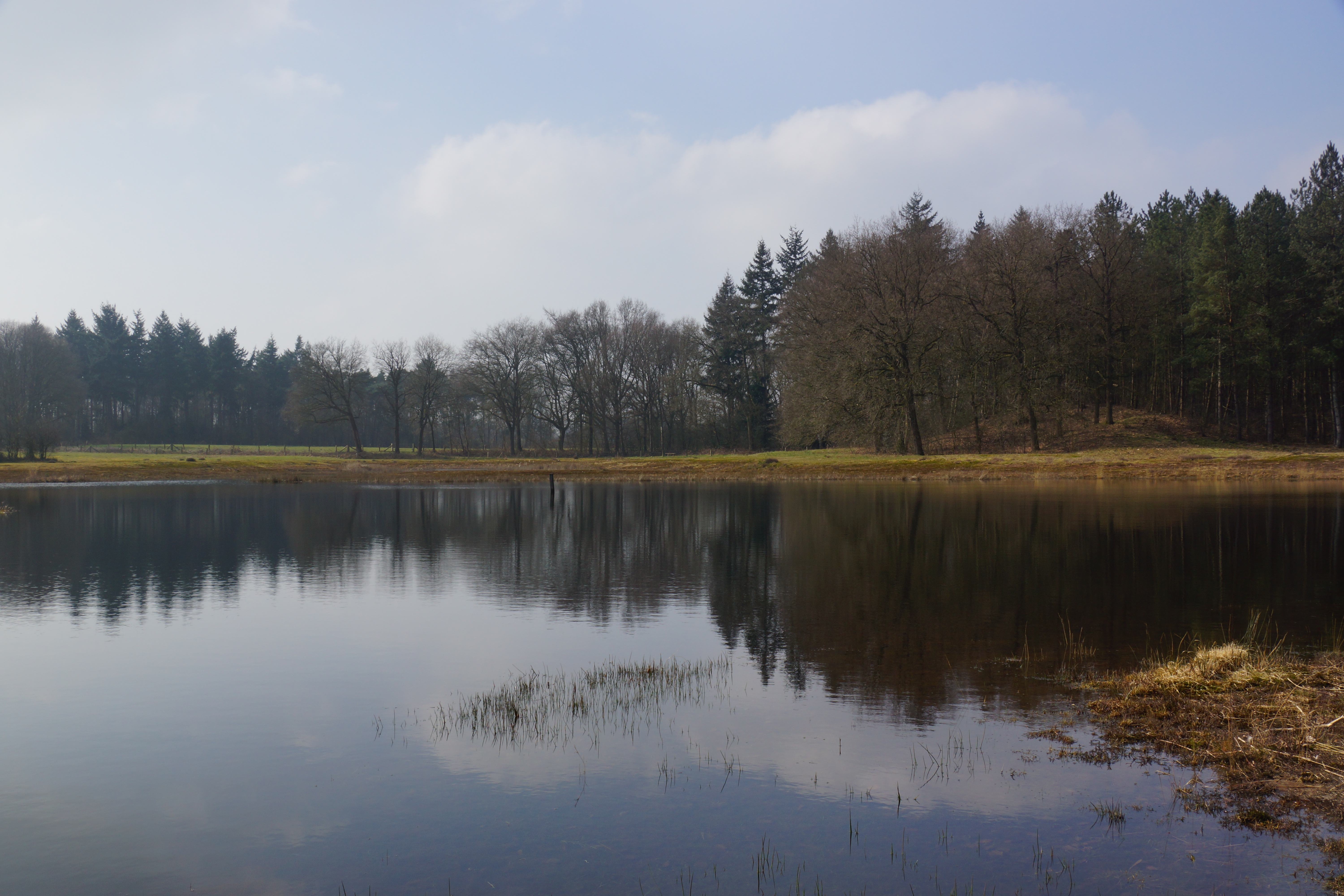
Het 'Grote Ven' landgoed Hagen

Samen met de later verworven aanliggende gebieden Wittebrink en Breukinkheide vormt Hagen een natuurgebied van 244 hectare bezit van Geldersch Landschap. Hagen behoort tot de meest soortrijke gebieden van Nederland. Het beslaat delen van de Kruisbergse bossen. De in de negentiende eeuw beboste hoge rivierduinen worden afgewisseld door vennen, heischraal grasland, weilanden en akkers. Het 10.000 jaar geleden opgestoven zand van de duinen is kalkrijk. Door de grote afwisseling in het gebied tussen hoog en laag, droog en vochtig, kalkarm en kalkrijk bestaat er een ecosysteem met een grote diversiteit aan planten en dieren. Om dit in stand te houden is rond 1995 een 4,5 hectare groot naaldbos met rabatten en al grondig verwijderd. Het heeft  plaats gemaakt voor schrale gronden met natte laagtes, vennen en poelen. Dit heeft gezorgd voor een zeer soortenrijk gebied met onder andere stekelbrem, blaasjeskruid, kleine zonnedauw en het zeldzame drijvende egelskop. Er zijn in 2015 22 verschillende soorten libellen geteld.
In 2007 is het 'Grote Ven', nabij Langerak, uitgebaggerd en het omliggende grasland geplagd waardoor zeldzame plantensoorten zich weer geworteld hebben. Amfibieën als de heikikker en de kamsalamander komen er ook voor.

## Fotogalerij

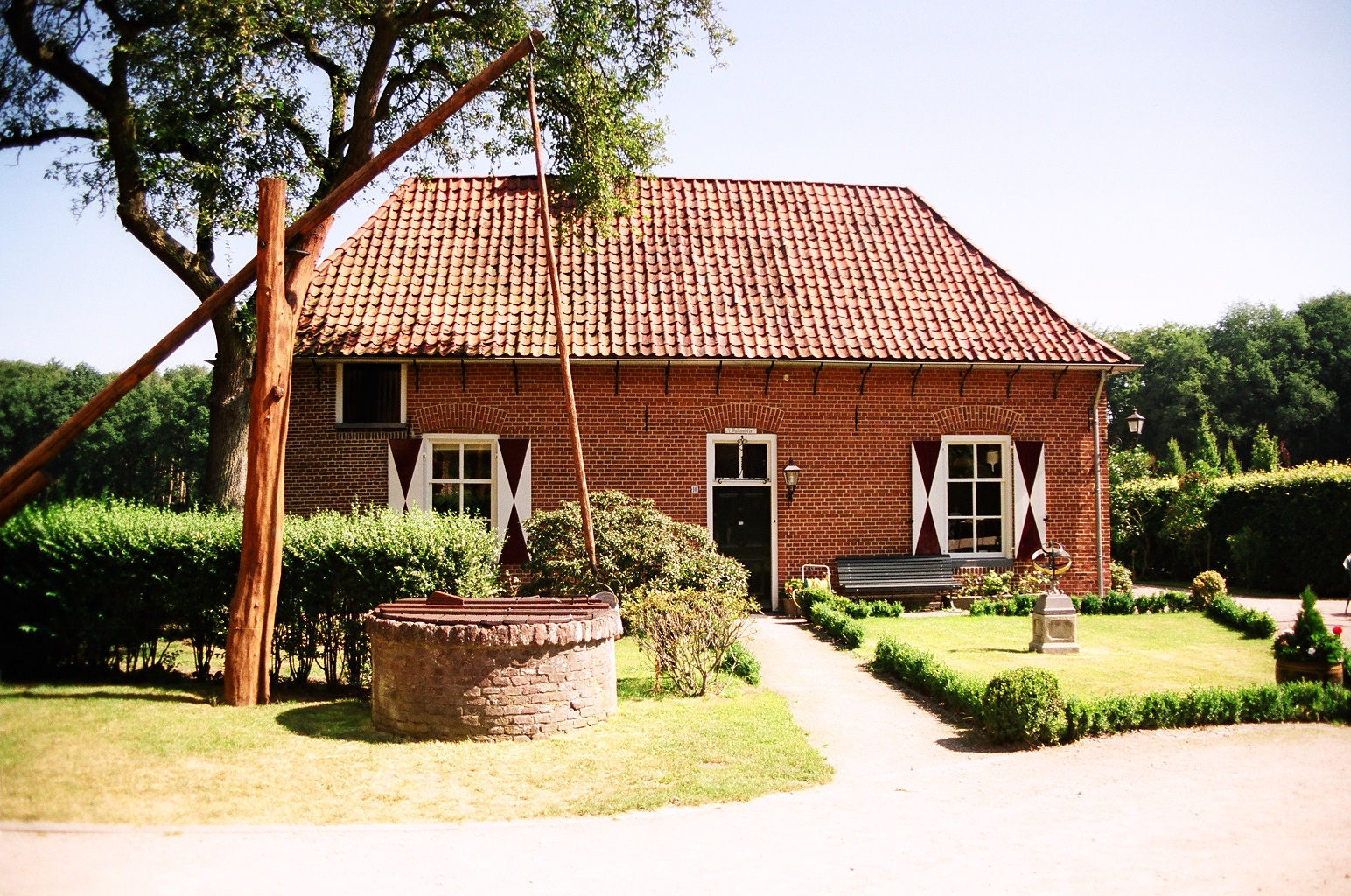
Woning 't Pallandtje
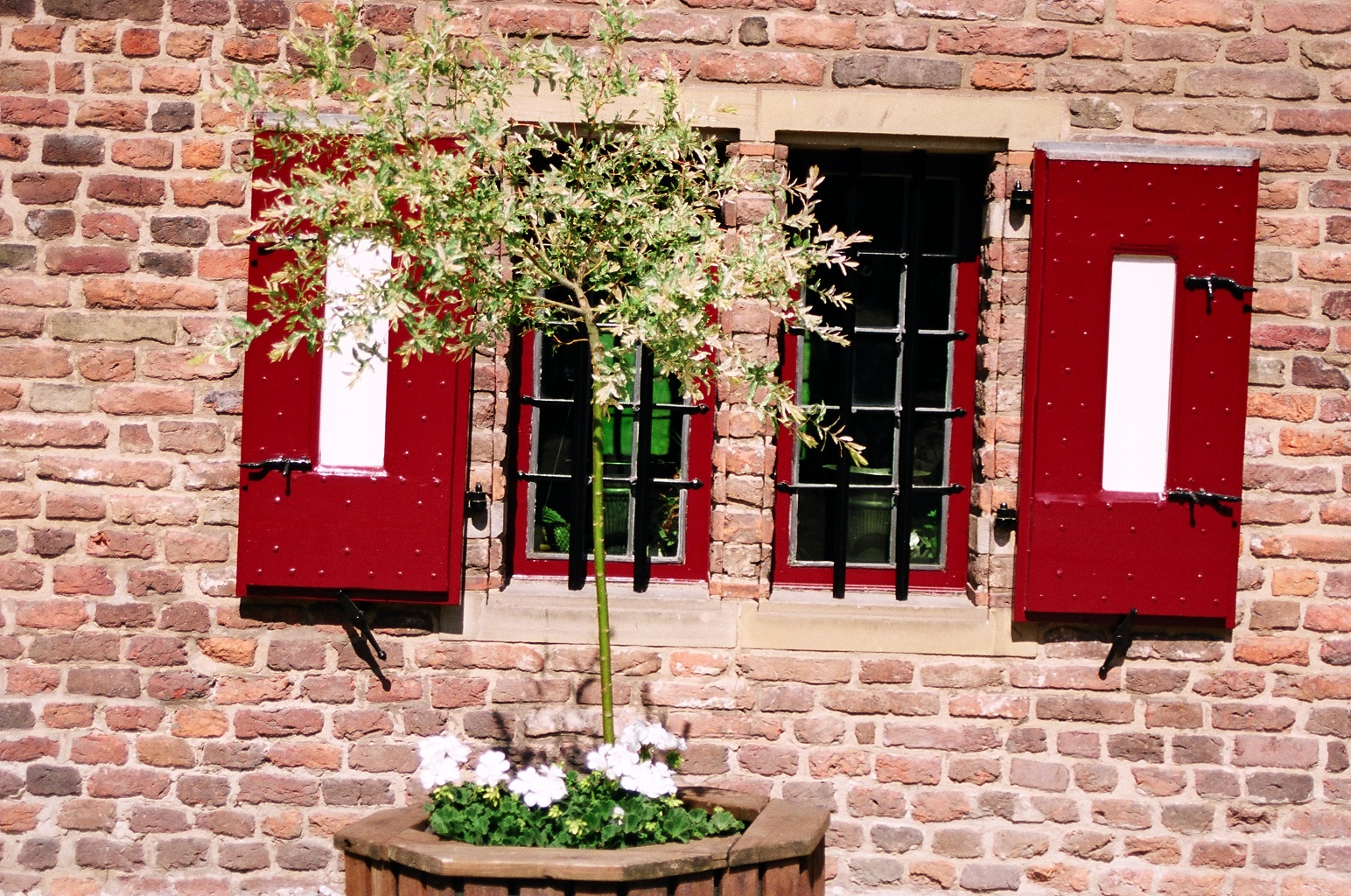
Vensters
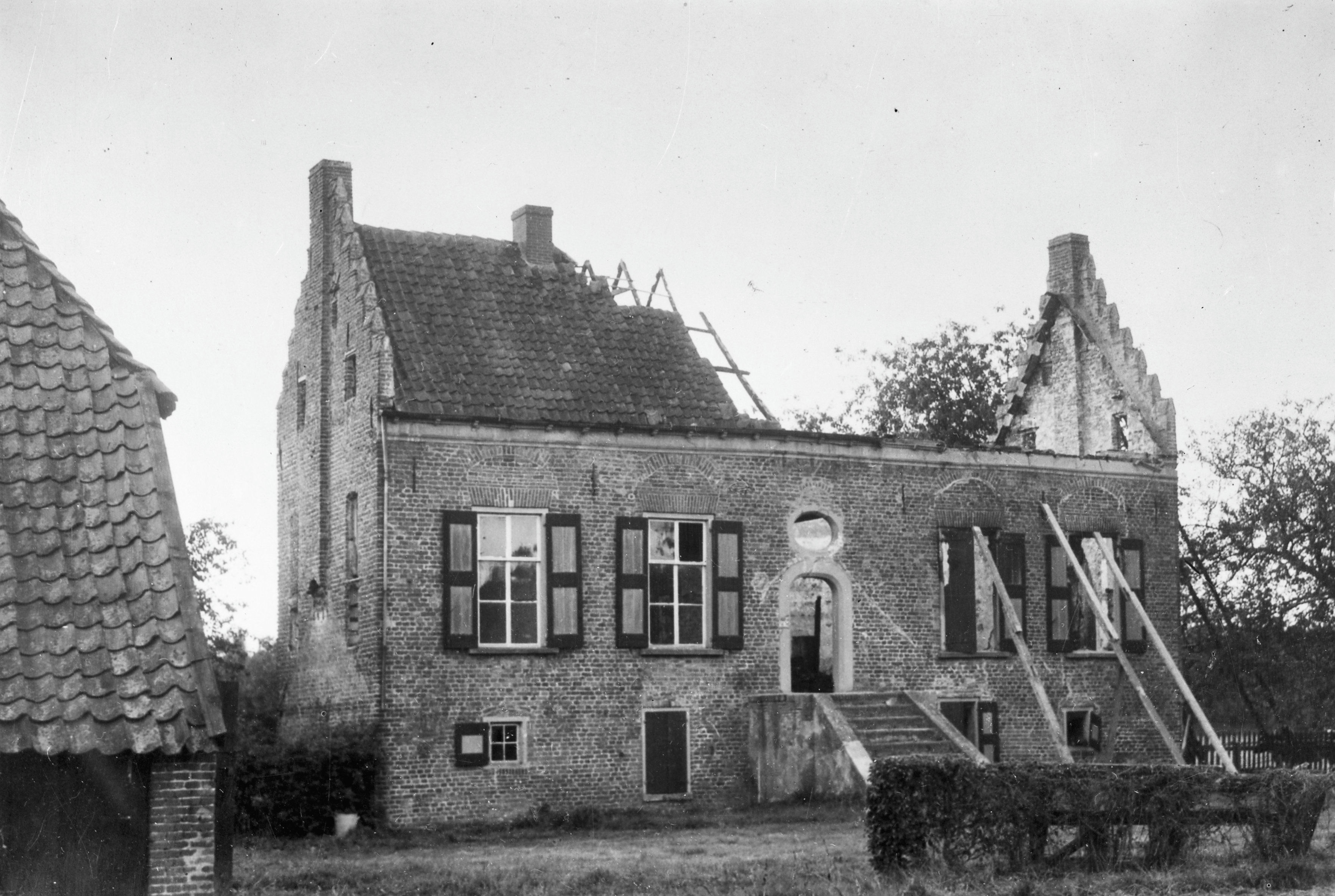
Voor de restauratie
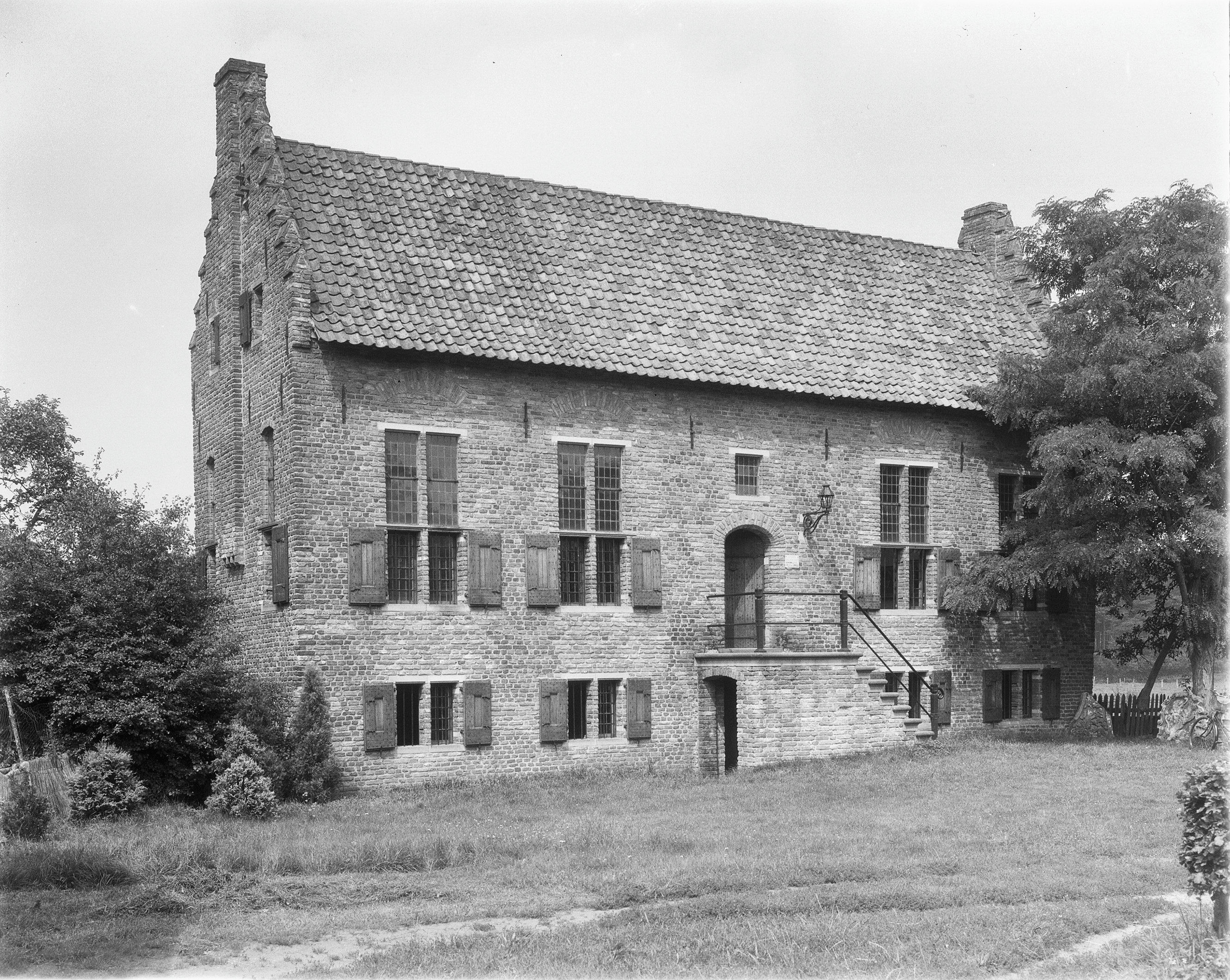
In 1954, na de restauratie
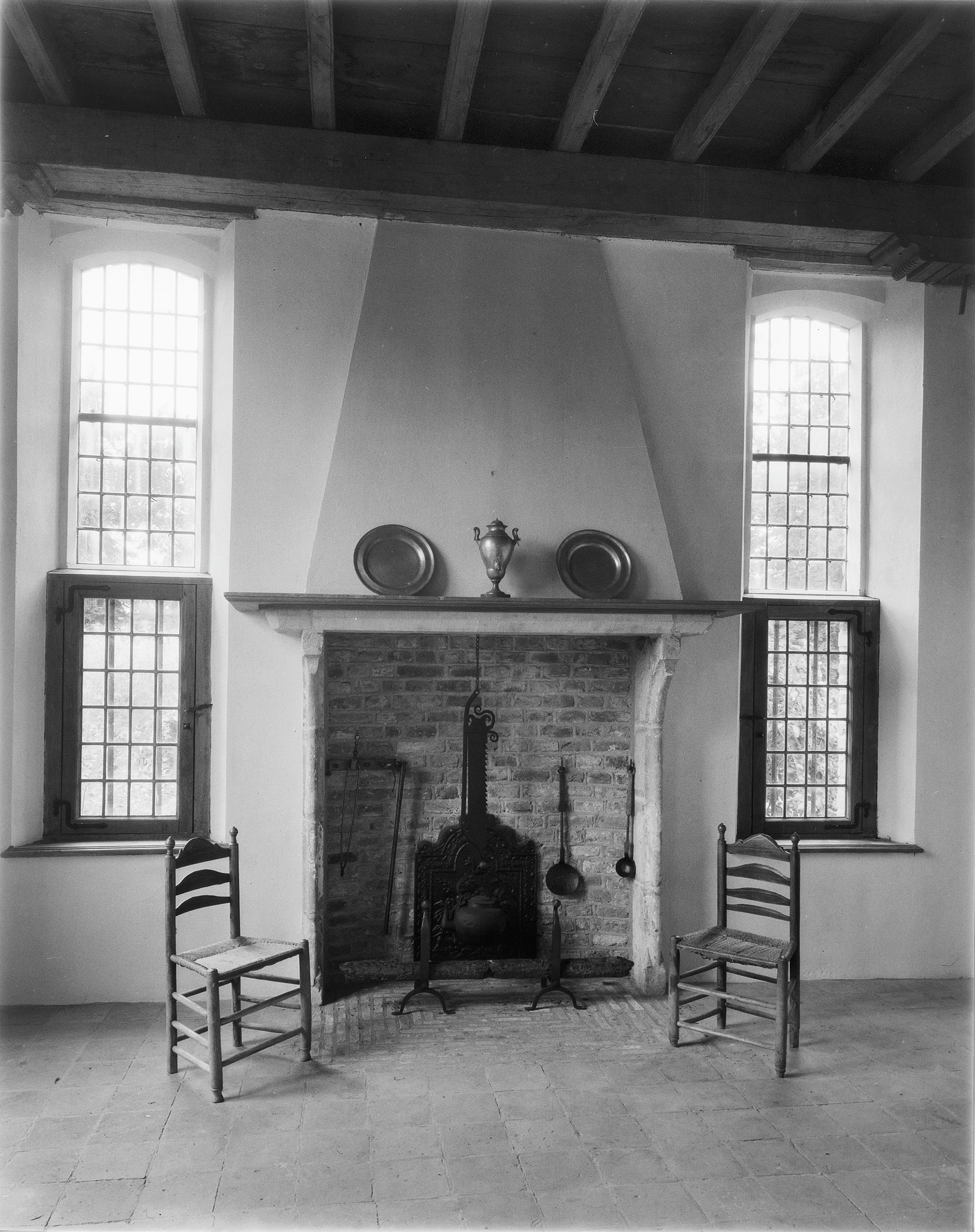
Interieur in 1952
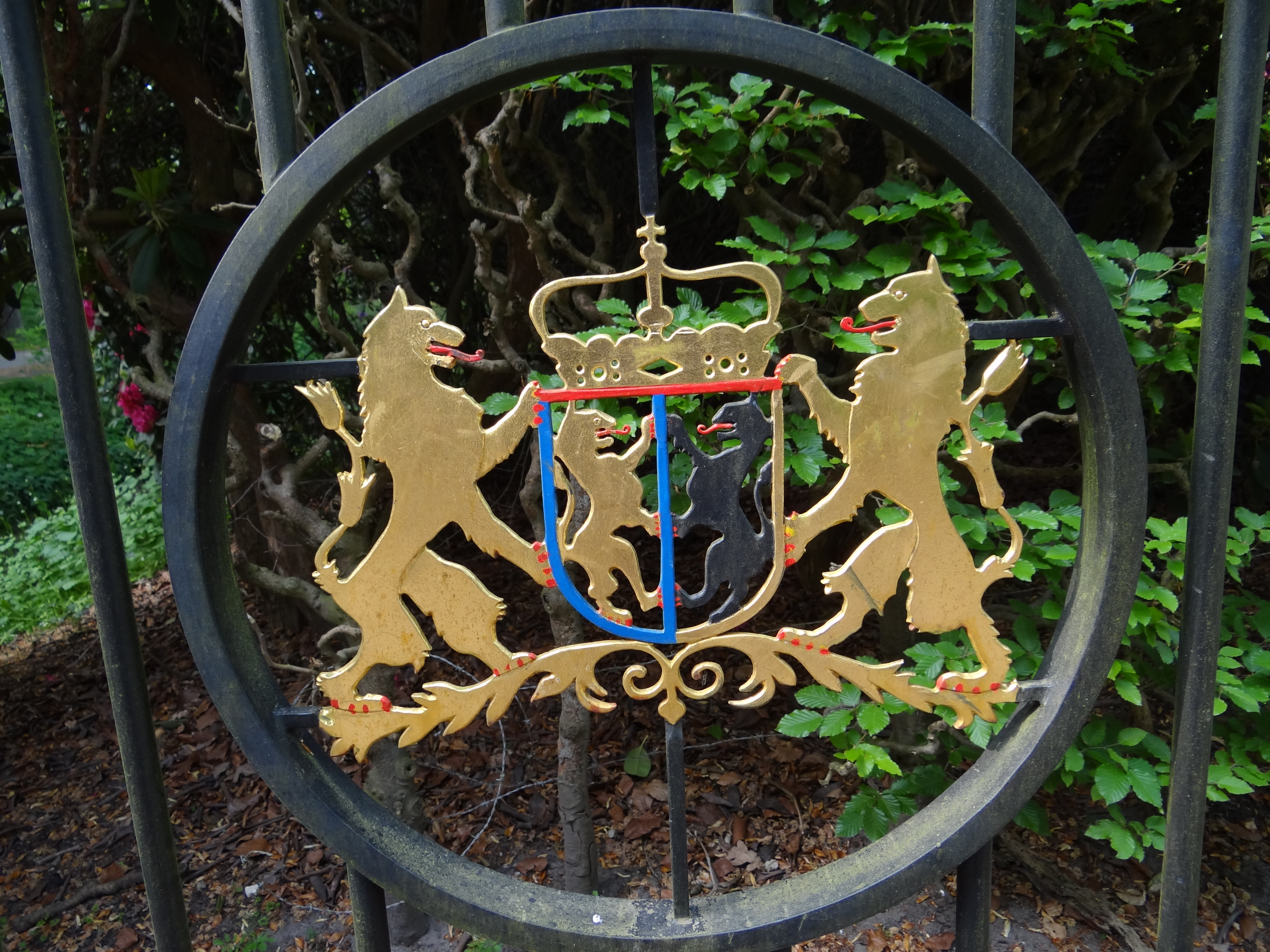
Wapen van Gelderland
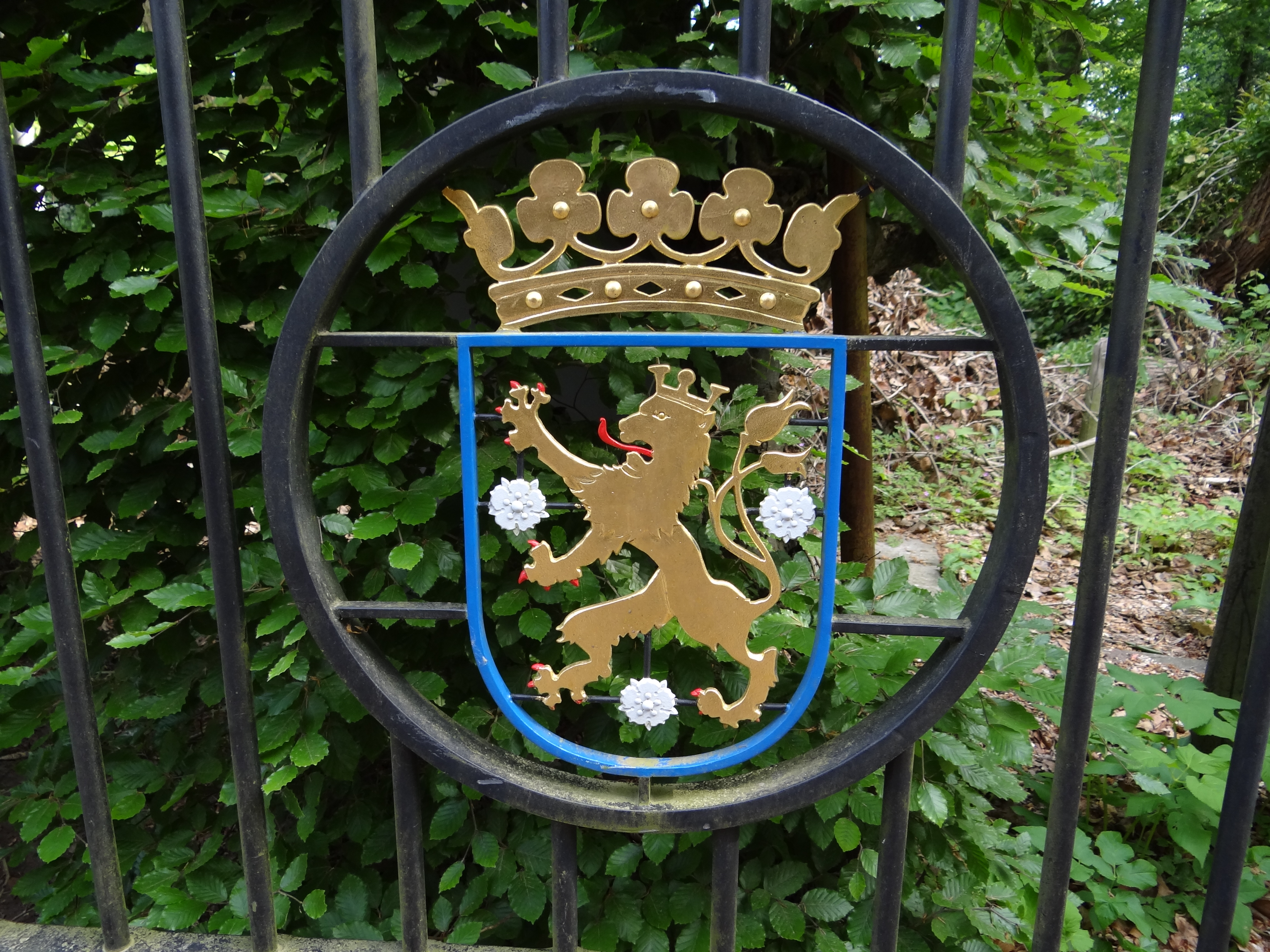
Wapen van Doetinchem
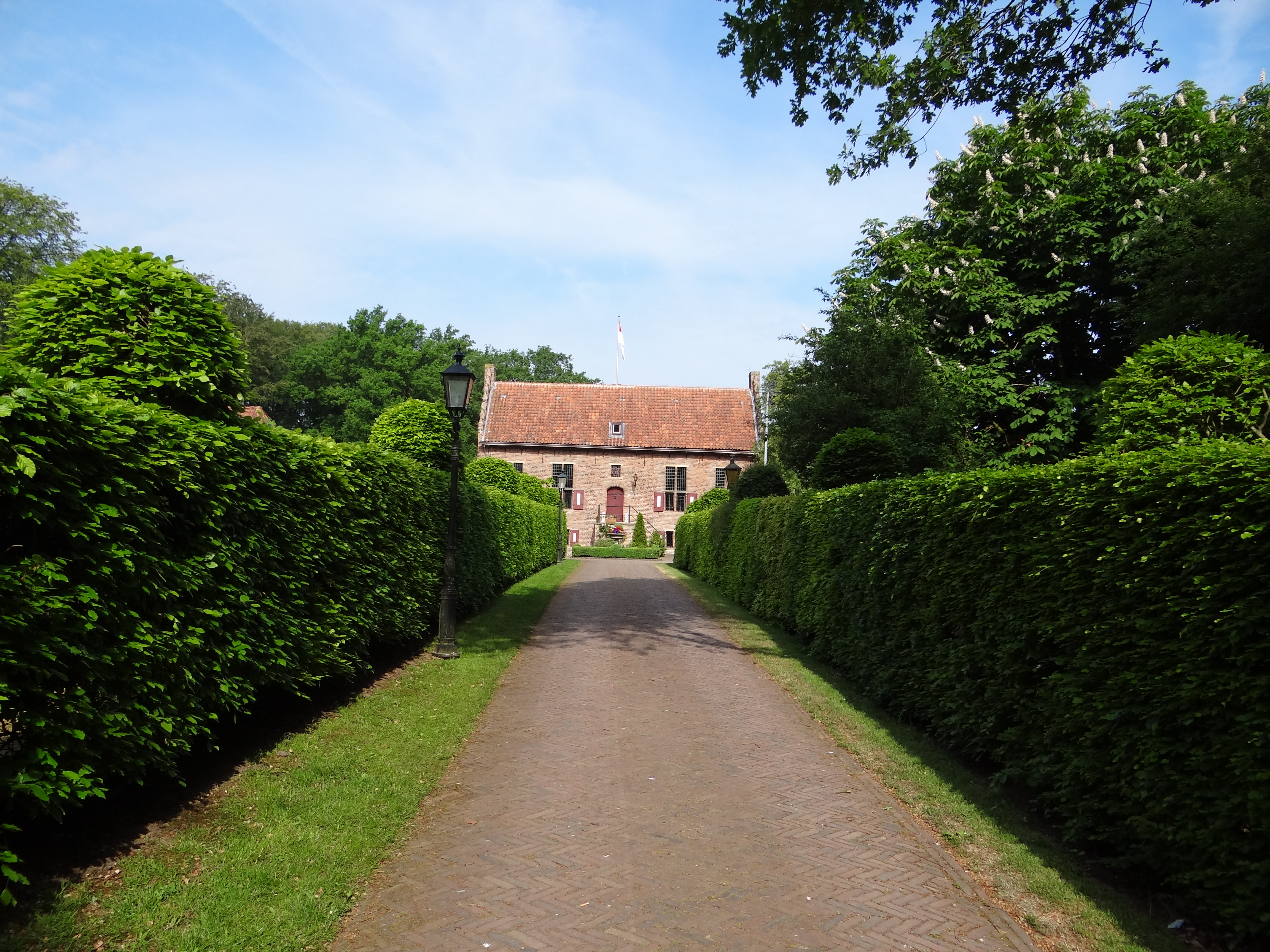
Oprijlaan